# 리쿠알라주
리쿠알라주(프랑스어: Likouala)는 콩고 공화국 북부에 위치한 주로, 주도는 임퐁도이며 면적은 66,044km2, 인구는 약 90,000명이다. 남쪽으로는 퀴베트 주, 서쪽으로는 상가 주와 인접해 있고 북쪽으로는 중앙아프리카 공화국, 동쪽으로는 콩고 민주 공화국과 국경을 맞대고 있으며 3개 구(동구 구, 에페나 구, 임퐁도 구)를 관할한다. 열대 기후를 띠고 있으며 3월부터 7월까지는 건기가 일어나고 나머지 기간 동안에는 우기가 일어난다.